# Sohail Khan
Sohail Khan (hindi, सोहेल ख़ान urodz. 20 grudnia 1970) – bollywoodzki aktor, producent i reżyser filmowy. Jest młodszym bratem aktorów Salman Khana i Arbaaz Khana.

## Filmografia

### Aktor
- Maine Dil Tujhko Diya (2002) ... Ajay
- Darna Mana Hai (2003) ... Karan
- Lakeer – Forbidden Lines (2004) ... Karan Rana
- I... Proud to Be an Indian (2004) ... I
- Krishna Cottage (2004) ... Manav
- Maine Pyaar Kyun Kiya? (2005) ... Pyaare
- Aryan (2006) ... Aryan
- Fight Club - Members Only (2006) ...Sameer
- Wszystko dla miłości (2006)
- Amar Akbar Anthony (2008)
- Hindustan Hamara (2007) ... Eashwar
- Hello (2007)
- Team - The Force (2007)
- Heroes (2008)
- Jaane Tu Ya Jaane Na (2008) ... Bhaggera

### Producent
- Pyaar Kiya To Darna Kya (1998)
- Hello Brother (1999)
- Maine Dil Tujhko Diya (2002)
- I... Proud to Be an Indian (2004)
- Lucky: No Time for Love (2005)
- Maine Pyaar Kyun Kiya? (2005)
- Fight Club - Members Only (2006)...Sameer (i producent)
- Partner (2007)

### Reżyser
- Auzaar (1997)
- Pyaar Kiya To Darna Kya (1998)
- Hello Brother (1999)
- Maine Dil Tujhko Diya (2002)